# Grande Prêmio de Monterey
O Grande Prêmio de Monterey (em inglês: Grand Prix of Monterey) é um evento da IndyCar Series realizado no circuito convencional permanente de Laguna Seca em Monterey (Califórnia). A primeira corrida realizou-se em 1960, passando a receber corridas de monolugares a partir de 1983.

## História
O evento remonta a 1960 e é tradicionalmente realizado no outono (setembro ou outubro). O evento foi realizado pela primeira vez como uma corrida do USAC Road Racing Championship, após o sucesso das Pebble Beach Road Races da SCCA. Depois que a série de corridas de estrada da USAC foi dissolvida em 1962, a corrida tornou-se uma corrida de carros desportivos extra campeonato por três anos. A corrida então se juntou ao calendário da Can-Am entre 1966-1973. Após o fim da Can-Am em 1974, o evento mudou para a Fórmula 5000 por dois anos, depois para a IMSA por mais dois anos. Esta corrida abrange uma história separada de outro evento em Laguna Seca, a corrida de carros desportivos tradicionalmente realizada na primavera.

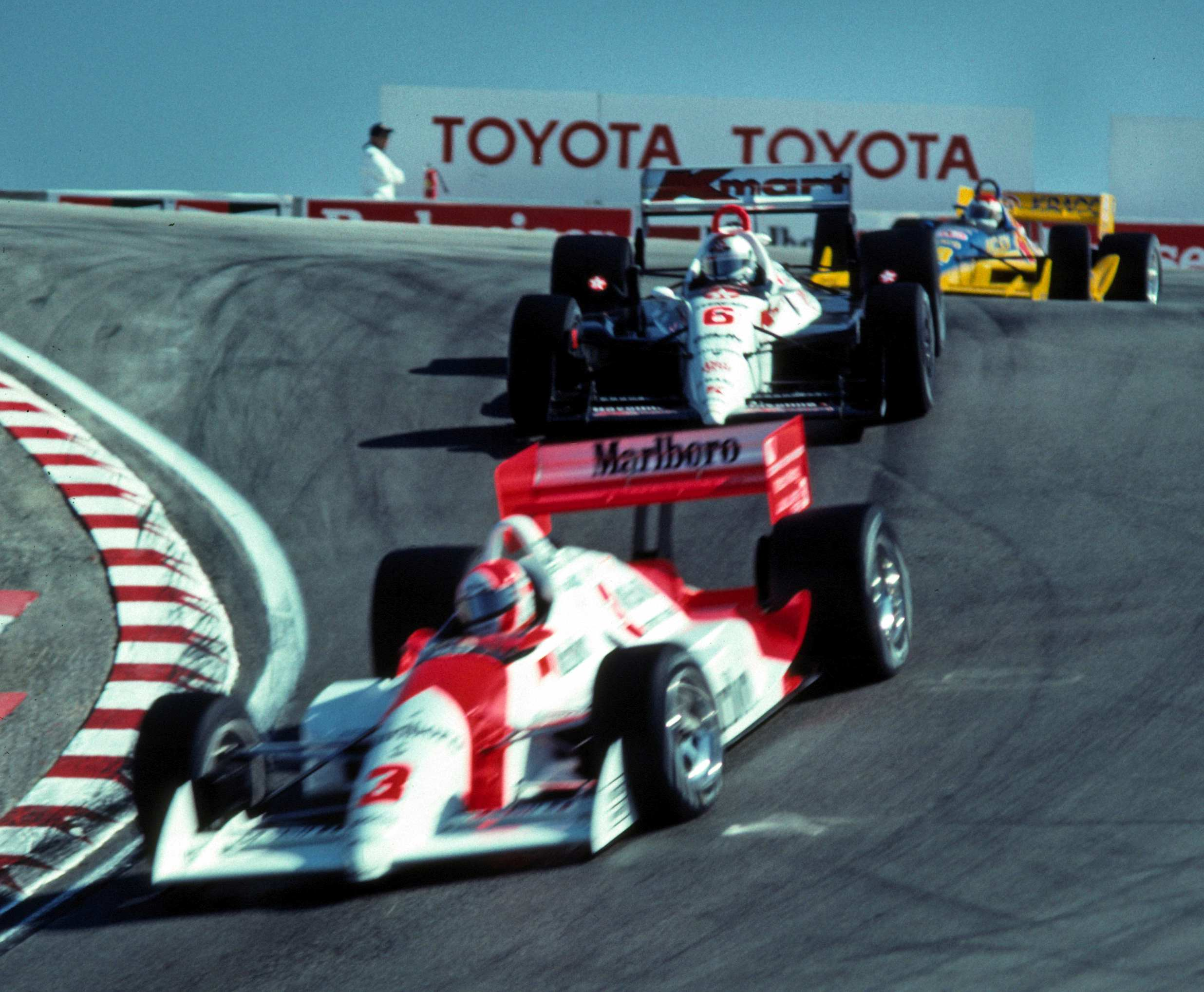
Rick Mears, Mario Andretti, e Bobby Rahal correndo através do famoso "Seca-rolhas" na corrida de 1991.

A revivida série Can-Am retornou de 1978 a 1982, após o que o evento se tornou uma corrida de carros CART Indy. A corrida CART foi realizada todos os anos de 1983 a 2004. A corrida continuou a ser realizada no outono, com exceção de 2002-2003, quando foi brevemente transferida para junho. A corrida final da CART/Champ Car foi realizada em 2004. Seu lugar no calendário foi transferido para San Jose.
Em 1989 e 1991, a corrida de exibição das estrelas do Marlboro Challenge fez parte do fim de semana de corrida da CART. Em 1991, Michael Andretti venceu o fim de semana, vencendo o Challenge no sábado e o Grand Prix no domingo.

## Resultados

### Sports car e Fórmula 5000
| Ano                           | Piloto                        | Equipa                           | Carro                         |                               |                               |                               |
| USAC Road Racing Championship | USAC Road Racing Championship | USAC Road Racing Championship    | USAC Road Racing Championship | USAC Road Racing Championship | USAC Road Racing Championship | USAC Road Racing Championship |
| ----------------------------- | ----------------------------- | -------------------------------- | ----------------------------- | ----------------------------- | ----------------------------- | ----------------------------- |
| 1960                          | Stirling Moss                 | British Racing Partnership, Ltd. | Lotus 19-Climax               |                               |                               |                               |
| 1961                          | Stirling Moss                 | UDT-Laystall Racing Team         | Lotus 19-Climax               |                               |                               |                               |
| 1962                          | Roger Penske                  | Updraught Enterprises, Inc.      | Cooper T53-Climax             |                               |                               |                               |
| Extra-campeonato              |                               |                                  |                               |                               |                               |                               |
| 1963                          | Dave MacDonald                | Shelby American                  | Shelby Cooper-Ford            |                               |                               |                               |
| 1964                          | Roger Penske                  | Chaparral Cars                   | Chaparral 2A-Chevrolet        |                               |                               |                               |
| 1965                          | Walt Hansgen                  | John Mecom                       | Lola T70-Ford                 |                               |                               |                               |
| Can-Am                        |                               |                                  |                               |                               |                               |                               |
| 1966                          | Phil Hill                     | Chaparral Cars                   | Chaparral 2E-Chevrolet        |                               |                               |                               |
| 1967                          | Bruce McLaren                 | Bruce McLaren Motor Racing       | McLaren M6A-Chevrolet         |                               |                               |                               |
| 1968                          | John Cannon                   | John Cannon                      | McLaren M1B-Chevrolet         |                               |                               |                               |
| 1969                          | Bruce McLaren                 | Bruce McLaren Motor Racing       | McLaren M8B-Chevrolet         |                               |                               |                               |
| 1970                          | Denny Hulme                   | Bruce McLaren Motor Racing       | McLaren M8D-Chevrolet         |                               |                               |                               |
| 1971                          | Peter Revson                  | McLaren Cars Ltd.                | McLaren M8F-Chevrolet         |                               |                               |                               |
| 1972                          | George Follmer                | Roger Penske                     | Porsche 917/10                |                               |                               |                               |
| 1973                          | Mark Donohue                  | Roger Penske Enterprises         | Porsche 917/30                |                               |                               |                               |
| Fórmula 5000                  |                               |                                  |                               |                               |                               |                               |
| 1974                          | Brian Redman                  |                                  | Lola T332-Chevrolet           |                               |                               |                               |
| 1975                          | Mario Andretti                | Vel’s Parnelli Jones Racing      | Lola T332-Chevrolet           |                               |                               |                               |
| IMSA GT Championship          |                               |                                  |                               |                               |                               |                               |
| 1976                          | Jim Busby                     | Busby Racing                     | Porsche Carrera               |                               |                               |                               |
| 1977                          | David Hobbs                   | McLaren North America            | BMW 320i Turbo                |                               |                               |                               |
| Can-Am                        |                               |                                  |                               |                               |                               |                               |
| 1978                          | Al Holbert                    | Hogan Racing                     | Lola T333CS-Chevrolet         |                               |                               |                               |
| 1979                          | Bobby Rahal                   | U.S. Racing                      | Prophet-Chevrolet             |                               |                               |                               |
| 1980                          | Al Unser Sr.                  | Brad Frisselle Racing            | Frissbee-Chevrolet            |                               |                               |                               |
| 1981                          | Teo Fabi                      | Paul Newman Racing               | March 817-Chevrolet           |                               |                               |                               |
| 1982                          | Al Unser Jr.                  | Galles Racing                    | Frissbee-Galles GR3-Chevrolet |                               |                               |                               |

### IndyCar Series
| Ano            | Piloto                                   | Equipa                                   | Carro                                    |                                          |                                          |                                          |                                          |                                          |
| CART/Champ Car | CART/Champ Car                           | CART/Champ Car                           | CART/Champ Car                           | CART/Champ Car                           | CART/Champ Car                           | CART/Champ Car                           | CART/Champ Car                           | CART/Champ Car                           |
| -------------- | ---------------------------------------- | ---------------------------------------- | ---------------------------------------- | ---------------------------------------- | ---------------------------------------- | ---------------------------------------- | ---------------------------------------- | ---------------------------------------- |
| 1983           | Teo Fabi                                 | Forsythe Racing                          | March-Cosworth                           |                                          |                                          |                                          |                                          |                                          |
| 1984           | Bobby Rahal                              | Truesports                               | March-Cosworth                           |                                          |                                          |                                          |                                          |                                          |
| 1985           | Bobby Rahal                              | Truesports                               | March-Cosworth                           |                                          |                                          |                                          |                                          |                                          |
| 1986           | Bobby Rahal                              | Truesports                               | March-Cosworth                           |                                          |                                          |                                          |                                          |                                          |
| 1987           | Bobby Rahal                              | Truesports                               | Lola-Cosworth                            |                                          |                                          |                                          |                                          |                                          |
| 1988           | Danny Sullivan                           | Team Penske                              | Penske PC-17-Chevrolet A                 |                                          |                                          |                                          |                                          |                                          |
| 1989           | Rick Mears                               | Team Penske                              | Penske PC-18-Chevrolet A                 |                                          |                                          |                                          |                                          |                                          |
| 1990           | Danny Sullivan                           | Marlboro Team Penske                     | Penske PC-19-Chevrolet A                 |                                          |                                          |                                          |                                          |                                          |
| 1991           | Michael Andretti                         | Newman/Haas Racing                       | Lola T9100-Chevrolet A                   |                                          |                                          |                                          |                                          |                                          |
| 1992           | Michael Andretti                         | Newman/Haas Racing                       | Lola T9200-Ford Cosworth XB              |                                          |                                          |                                          |                                          |                                          |
| 1993           | Paul Tracy                               | Marlboro Team Penske                     | Penske PC-22-Chevrolet C                 |                                          |                                          |                                          |                                          |                                          |
| 1994           | Paul Tracy                               | Marlboro Team Penske                     | Penske PC-23-Ilmor D                     |                                          |                                          |                                          |                                          |                                          |
| 1995           | Gil de Ferran                            | Jim Hall Racing                          | Reynard 95i-Mercedes-Benz                |                                          |                                          |                                          |                                          |                                          |
| 1996           | Alex Zanardi                             | Chip Ganassi Racing                      | Reynard 96i-Honda                        |                                          |                                          |                                          |                                          |                                          |
| 1997           | Jimmy Vasser                             | Chip Ganassi Racing                      | Reynard 97i-Honda                        |                                          |                                          |                                          |                                          |                                          |
| 1998           | Bryan Herta                              | Team Rahal                               | Reynard 98i-Ford Cosworth XD             |                                          |                                          |                                          |                                          |                                          |
| 1999           | Bryan Herta                              | Team Rahal                               | Reynard 99i-Ford Cosworth XD             |                                          |                                          |                                          |                                          |                                          |
| 2000           | Hélio Castroneves                        | Marlboro Team Penske                     | Reynard 2KI-Honda                        |                                          |                                          |                                          |                                          |                                          |
| 2001           | Max Papis                                | Team Rahal                               | Lola B1/00-Ford Cosworth XF              |                                          |                                          |                                          |                                          |                                          |
| 2002           | Cristiano da Matta                       | Newman-Haas Racing                       | Lola B2/00-Toyota                        |                                          |                                          |                                          |                                          |                                          |
| 2003           | Patrick Carpentier                       | Forsythe Racing                          | Lola B2/00-Ford Cosworth XFE             |                                          |                                          |                                          |                                          |                                          |
| 2004           | Patrick Carpentier                       | Forsythe Racing                          | Lola B2/00-Ford Cosworth XFE             |                                          |                                          |                                          |                                          |                                          |
| Indycar Series |                                          |                                          |                                          |                                          |                                          |                                          |                                          |                                          |
| 2019           | Colton Herta                             | Harding Steinbrenner Racing              | Dallara-Honda                            |                                          |                                          |                                          |                                          |                                          |
| 2020           | Cancelado devido à pandemia de COVID-19. | Cancelado devido à pandemia de COVID-19. | Cancelado devido à pandemia de COVID-19. | Cancelado devido à pandemia de COVID-19. | Cancelado devido à pandemia de COVID-19. | Cancelado devido à pandemia de COVID-19. | Cancelado devido à pandemia de COVID-19. | Cancelado devido à pandemia de COVID-19. |
| 2021           | Colton Herta                             | Andretti Autosport with Curb Agajanian   | Dallara-Honda                            |                                          |                                          |                                          |                                          |                                          |
| 2022           | Álex Palou                               | Chip Ganassi Racing                      | Dallara-Honda                            |                                          |                                          |                                          |                                          |                                          |
| 2023           | Scott Dixon                              | Chip Ganassi Racing                      | Dallara-Honda                            |                                          |                                          |                                          |                                          |                                          |